# El balcón de los helechos
El balcón de los helechos es una telenovela cubana de 51 capítulos con una duración de 45 minutos cada uno aproximadamente,que contó con la realización del siguiente equipo:
- Dirección:Armando Toledo
- Guion:Gerardo Fernández García
- Producción General:Luis Orlando Fernández
- Banda sonora:Liuba María Hevia

## Elenco
- Susana Pérez
- Roberto Perdomo
- Maribel Reyes
- Alain Chaviano
- María Teresa Pina
- María Teresa Vega
- Herón Vega
- Irela Bravo
- Jorge Luis García

## Trama
Alberto García Cruz (Roberto Perdomo), es un destacado profesor de la Universidad de La Habana, el cual ha tenido tres mujeres que han marcado su vida.

## Primera mujer
Nora:Madre de sus dos hijos. Representaba para él el ideal de mujer,murió cuando era aún joven. Esta era dueña de los helechos sembrados en el jardín de casa del profesor. Este al morir su esposa trata de mantenerlos como ella los dejó, para así tenerla presente. A raíz de la muerte de esta, queda impotente sexualmente.

## Segunda mujer
Carmen:Maestra devenida en fina artesana, a quien conoce ya viudo y trata de modelarla a imagen de su primera mujer. Carmen se esfuerza, pero no puede lograrlo.

## Tercera mujer
Verónica:Una señora cincuentona que a pesar de los años se conserva muy sensual,la misma logra llevarlo a otra juventud, es administradora de un bar.Verónica logra curarlo de la impotencia sexual que sufría a partir de la muerte de su esposa.

## Final
La telenovela concluye con Alberto, el cual vuelve con Carmen, que después de la experiencia y el tiempo de separados, lo recibe con mayor valoración.